# نشنال ریل
نشنال ریل (انگلیسی: National Rail) یک سازمان اداره‌کننده راه‌آهن در بریتانیا است.
این شرکت در سال ۱۹۹۹ تأسیس شده و مقر آن در لندن است. نشنال ریل جایگزین شرکت بریتیش ریل شده است.